# Lamorte (Film)
Lamorte ist ein österreichisch-deutscher Fernsehfilm aus dem Jahr 1997.

## Handlung
30 Jahre nach der Matura treffen sich zwölf ehemalige Schulfreundinnen. Eine von ihnen ist die wohlhabende und erfolgreiche Iris, die die Initiative ergriffen hat, die anderen über ein Wochenende in einen romantischen Gasthof auf dem Land einzuladen. Man genießt zunächst den Tag bei gutem Essen, macht gemeinsam einen Ausflug und erzählt einander Geschichten aus dem vergangenen Leben. Man gräbt in der Erinnerung und es kommen längst vergessene Erlebnisse und Streitereien wieder ins Bewusstsein.
Iris wartet bis zum festlichen Abendessen, bei dem sie der Damenrunde mitteilt, dass sie todkrank ist. Sie schockiert mit dem Wunsch, ihr Leben im Kreis ihrer Freundinnen selbst zu beenden.

## Auszeichnung
- 1997: 3sat-Zuschauerpreis

## Drehorte
Das im Film dargestellte Hotel Waldhaus ist die Villa Schoeller in Hirschwang, Gemeinde Reichenau an der Rax. Weitere Drehorte waren Wien, das Hotel Herzoghof in Baden bei Wien, der Sessellift Losenheim in Puchberg am Schneeberg mit dem Almreserlhaus bei der alten Bergstation sowie die Triester Straße B17 zwischen Neunkirchen und Wiener Neustadt.

## Kritik
„Mit schwarzem Humor setzt Regisseur Schwarzenberger eine Riege brillanter Schauspieldiven ins richtige Licht.“